# Twierdza (zespół muzyczny)
Twierdza – polski muzyczny zespół rockowy o profilu narodowo-tożsamościowym. Zespół Twierdza powstał w 1999 roku w Legnicy i był powiązany z Młodzieżą Wszechpolską24.08.2007.
Muzycy z zespołu przyznają, że utworzyli zespół jako alternatywę dla oficjalnej sceny muzycznej. W ich tekstach przejawiały się wątki narodowe i polskiego patriotyzmu. 
Zespół nagrał kilkanaście piosenek, które zostały umieszczone na trzech płytach oraz na składance Pro patria vol. 2.
8 listopada 2003 podczas organizowanego przez Młodzież Wszechpolską koncertu w warszawskim kinie Praga Twierdza zagrała swój ostatni występ.

## Dyskografia
- Lot Orła (2000)
- Nasza Tożsamość (2002)
- Jutro znów (2003)